# Дармщат
 Тази статия е за града в Германия.  За региона вижте Дармщат (регион).  
Дармщат (на немски: Darmstadt) е град в Германия.

## География
Разположен е в провинция Хесен на юг от свързаните метрополни региони Франкфурт на Майн и Висбаден.
Площта на Дармщат е 122,09 км², населението – 144 402 жители, а гъстотата на населението – 1183 д/км².

## Етимология
Буквално преведено от немски, името „Darmstadt“ означава „град на червата“. Но това е само едно злополучно съвпадение, тъй като настоящото име на града произлиза от средновековното „darmundestat“, което означава „Място до устието на Дармбах“, като Дармбах е малко поточе, минаващо през града, и вливащо се в река Модау, един от притоците на Рейн.

## История
Дармщат за първи път е споменат към края на 11 век като  Дармундещат . Обявен е за град от император Лудвиг Баварски през 1330. Градът е седалище на управляващите ландграфове в периода (1567-1806), а след това (до 1918), на великите херцози на Хесен-Дармщат. Населението на града през 19 век се увеличава от малко над 10 000 до 72 000 жители. През 1877 е основан Технически университет.
В началото на 20 век Дармщат е важен център за стила Югендстил, който е германският вариант на Ар нуво. Вследствие на ежегодните архитектурни съревнования са построени много значими архитектурни обекти. Някои от тях са Rosenhöhe; Mathildenhöhe с Hochzeitsturm [Кулата на брака], или както е по-известна – Кулата с петте пръста; Руският параклис, както и големи изложбени зали и частни къщи. Руският параклис е бил построен като частен параклис на последния руски цар Николай II, чиято съпруга Александра Фьодоровна (Алиса) е родена в града.
Градската област на Дармщат се увеличава през 1937 и включва съседните селища Архайлген (Arheilgen) и Еберщат (Eberstadt), а през 1938 градът се отделя административно от областта Крайс (Kreis). Старият център е разрушен в голяма степен от бомбардировките на Великобритания на 11 септември 1944, при които загиват приблизително 11 000 души, а много други остават без дом. Много от 3000-те евреи в града са убити по време на нацисткия режим между 1933 и 1945.
В по-нови времена Дармщат е известен с летните си курсове по съвременна класическа музика. Те започват като Internationale Ferienkurse für Neue Musik по инициатива на Волфганг Щайнеке (Wolfgang Steinecke) и първоначално се провеждат веднъж в годината, а след това – два пъти. На тези курсове преподават много композитори – авангардисти. Някои от тях са Olivier Messiaen, Luciano Berio, Milton Babbitt, Pierre Boulez, John Cage, György Ligeti, Iannis Xenakis, Karlheinz Stockhausen и Mauricio Kagel.

## Административно деление
Дармщат има официално 9 района. Те са:
| - Дармщат Център (Mitte – от 100 до 200) - Дармщат Север (Nord – от 200 до 300) - Дармщат Изток (Ost – от 300 до 400) | - Дармщат Бесунген (Bessungen – от 400 до 500) - Дармщат Запад (West – от 500 до 600) - Дармщат Арейлген (Arheilgen – от 600 до 700) | - Дармщат Еберщад (Eberstadt – от 700 до 800) - Дармщат Виксхаузен (Wixhausen – от 800 до 900) - Дармщат Кранихщайн (Kranichstein) |

## Забележителности
Замъкът в Дармщат е разположен в центъра на града. Той е бил резиденция на графовете на Хесен-Дармщат, както и на великите херцози на Хесен. Настоящата сграда датира от 18 век. Графовете са притежавали и замъка Франкенщайн, разположен на хълма Langenberg, извисяващ се над града. Той е построен през 13 век, но е завзет от графовете на Хесен-Дармщат чак през 1662 г. Мери Шели е използвала точно това име за световноизвестния си роман Франкенщайн. Преди да напише произведението си, тя е пътувала през региона, посетила е Еберщат (днес квартал на Дармщат), и вероятно замъкът я е вдъхновил.
Luisenplatz, най-големият площад на града, се намира точно в центъра на града. Днес той е заобиколен от модерни сгради. Ludwigsäule (наричана още Langer Lui, което означава Дългият Лудвиг), 33-метрова колона, посветена на Лудвиг I, първият велик херцог на Хесен, е поставена в центъра на площада през 1844. Друг голям площад в града е Marktplatz (пазарен площад), на който се намира кметството. Той е напълно възстановен през 1996 година във вида, който е имал преди Втората световна война.

## Наука и технологии
Дармщат е дом на един от водещите немски университети – Технологичен университет Дармщат (Darmstadt University of Technology), известен най-вече с инженерните си факултети. Свързани с него институти са Gesellschaft für Schwerionenforschung, както и трите института на обществото Фраунхофер. Центърът за Европейски космически операции (The European Space Operations Center – ESOC) на Европейската космическа агенция е разположен също в Дармщат, както и главното управление на EUMETSAT, организация, занимаваща се с поддръжката на системата Meteosat – геостационарни метеорологични сателити – както и с мониторинг на глобалните промени в климата. Дармщат е фармацевтичен и химически център, дом на компаниите Merck KGaA и Röhm.
През 1997 година Дармщат официално получава определението Wissenschaftsstadt (град на науките).
Химичният елемент дармщатий, открит за първи път в Gesellschaft für Schwerionenforschung през 1994 г., е кръстен на името на града през 2003 година. Дармщат е едва четвъртият град в света, който има химичен елемент, кръстен на него (останалите три са Итербю – Швеция, Бъркли – Калифорния, САЩ и Дубна – Русия).

## Култура
Джаз-институтът Дармщат (Jazz-Institut Darmstadt) е най-големият немски публично достъпен джаз архив.
Международният музикален институт Дармщат (Internationales Musikinstitut Darmstadt) има в архива си една от най-големите световни колекции на нотни писма след Втората световна война. Освен това той организира през две години лятното музикално училище Internationale Ferienkurse für Neue Musik (Международен ваканционен курс по нова музика).
Писателите и научните преподаватели, правещи изследвания върху съвременния немски език, са асоциирани в Немската академия за езици и поезия (Deutsche Akademie für Sprache und Dichtung). Годишната награда на академията Georg-Büchner-Preis, основана в памет на Георг Бюхнер, е една от най-известните литературни награди за автори, пишещи на немски.
В града има солидна колония български студенти и българско академично дружество „Съединение“.

## Побратимени градове
- Алкмаар, Холандия
- Бреша, Италия
- Бурса, Турция
- Грац, Австрия
- Занен, Швейцария
- Лиепая, Латвия
- Логроньо, Испания
- Плоцк, Полша
- Сегед, Унгария
- Тронхайм, Норвегия
- Троа, Франция
- Ужхород, Украйна
- Фрайберг, Германия
- Честърфийлд, Великобритания
- Якутск, Русия

## Известни личности
Родени в Дармщат
- Александра Фьодоровна (Алиса) (1872-1918), императрица на Русия
- Александър фон Хесен-Дармщат (1823-1892), благородник
- Елизавета Фьодоровна (Ела) (1864-1918), благородничка
- Йохан Якоб Кауп (1803-1873), зоолог
- Фридрих Август Кекуле (1829-1896), химик
- Юстус фон Либих (1803-1873), химик
- Мария Александровна (1824-1880), императрица на Русия
- Джордж Маунтбатън (1892-1938), британски благородник

Починали в Дармщат
- Мориц Балтазар Боркхаузен (1760-1806), естественик
- Волфганг Вайраух (1904-1980), писател
- Вилхелмина от Баден (1788-1836), велика херцогиня
- Каролина фон Пфалц-Цвайбрюкен (1721-1774), ландграфиня
- Йохан Якоб Кауп (1803-1873), зоолог
- Карл Кролов (1915-1999), писател

Други
- Богомил Берон (1866-1936), български лекар, завършва гимназия през 1885
- Петер Грюнберг (р. 1939), физик, завършва Техническия университет през 1966
- Борислав Стоянов (р. 1911), български архитект, завършва архитектура през 1934

### Важни институции
- ((en)) Darmstadt University of Technology
- ((en)) University of Applied Sciences Архив на оригинала от 2005-07-10 в Wayback Machine.
- ((en)) ((de)) Fraunhofer Institute for Computer Graphics
- ((en)) ((de)) Fraunhofer Institute Secure Telecooperation
- ((de)) Fraunhofer Institute for Structural Durability
- ((de)) Deutsche Akademie für Sprache und Dichtung
- ((en)) ((de)) Gesellschaft für Schwerionenforschung
- ((en)) European Space Operations Centre (ESOC)